# Bonner-West Riverside
Bonner-West Riverside (salish: Nʔaycčstm, "lloc de la gran truia toro") és una concentració de població designada pel cens dels Estats Units a l'estat de Montana. Segons el cens del 2000 tenia 1.693 habitants.

## Demografia
Segons el cens del 2000, Bonner-West Riverside tenia 1.693 habitants, 690 habitatges, i 460 famílies. La densitat de població era de 421,7 habitants per km².
Dels 690 habitatges en un 33,2% hi vivien nens de menys de 18 anys, en un 49,3% hi vivien parelles casades, en un 11,2% dones solteres, i en un 33,2% no eren unitats familiars. En el 25,1% dels habitatges hi vivien persones soles el 6,8% de les quals corresponia a persones de 65 anys o més que vivien soles. El nombre mitjà de persones vivint en cada habitatge era de 2,45 i el nombre mitjà de persones que vivien en cada família era de 2,93.
Per edats la població es repartia de la següent manera: un 25,9% tenia menys de 18 anys, un 12,8% entre 18 i 24, un 31,7% entre 25 i 44, un 21,4% de 45 a 60 i un 8,2% 65 anys o més.
L'edat mediana era de 32 anys. Per cada 100 dones de 18 o més anys hi havia 102,7 homes.
La renda mediana per habitatge era de 32.557 $ i la renda mediana per família de 37.206 $. Els homes tenien una renda mediana de 28.417 $ mentre que les dones 25.403 $. La renda per capita de la població era de 15.652 $. Aproximadament el 8,3% de les famílies i el 10,9% de la població estaven per davall del llindar de pobresa.

## Poblacions properes
El següent diagrama mostra les poblacions més properes.